# سیریسیوس

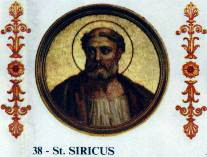

پاپ سیریسیوس (به انگلیسی: Pope Siricius) یکی از پاپ‌های کلیسای کاتولیک رم بود که بین سال‌های ۳۸۴ تا ۳۹۹ میلادی پاپ بود.